# Frumoasa din Cádiz (film)
 Frumoasa din Cádiz (titlul original: în franceză La belle de Cadix) este un film muzical de comedie francez, realizat în 1953 de regizorii Raymond Bernard și Eusebio Fernández Ardavín, 
după un scenariu de Pierre Laroche și Jean-Pierre Feydeau (versiunea franceză) și Jesús María de Arozamena (versiunea spaniolă), cu muzica de Francis Lopez, lansat în săli pe 24 decembrie 1953 în cinematografele „Folies” și „Palais Rochechouart” din Paris. 
Subiectul este preluat din opereta cu același nume de Francis Lopez, Paul Bonneau și Maurice Vandair (muzica) și un libret de Raymond Vincy și Émile Audiffred, textul de Maurice Vandair și Marc-Cab, lansată la Paris la 19 decembrie 1945 la Casino Montparnasse.
Protagoniștii filmului sunt actorii Luis Mariano, Carmen Sevilla, Conchita Bautista și Claire Maurier.

## Rezumat
Cadiz, în sudul Spaniei. O companie de cinema franceză toarnă un film care necesită țigani adevărați, așa că angajează o mulțime și o aleg pe frumoasa gitană María Luisa să facă echipă cu celebrul cântăreț Carlos Molina. Acțiunea filmului include o căsătorie și María Luisa crede că a fost una adevărată îndrăgostindu-se de-a dreptul de „mirele” Carlos...

## Distribuție
- Luis Mariano – Carlos Medina, vedeta de cinema franco-spaniol
- Carmen Sevilla – Maria-Luisa (voce cântată : Lina Dachary)
- Conchita Bautista – Pepa
- Claire Maurier – Alexandrine Dupont, tragediană și iubita lui Carlos
- Pierjac – Manillon, regizorul
- Thérèse Dorny – Blanche
- Jean Tissier – regizorul Auguste Legrand
- Claude Nicot – Robert, asistentul-regizor al dl-ui Legrand
- Rafael Arcos – Rafael, iubitul Mariei-Luisa
- José Torres – Raphaël
- Léonce Corne – fotograful
- Bernard Musson – recepționerul hotelului
- André Wasley – falsul rege al țiganilor
- Janine Zorelli – vrăjitoarea
- Fernando Sancho – tatăl Mariei-Luisa
- Rosario Royo – mama Mariei-Luisa
- Christine Balli, Joëlle Robin, Michèle Nancey – postulanți
- Yvonne Claudie – mama unui postulant
- Pierre Flourens –

## Melodii din film
Toate melodiile sunt interpretate de tenorul Luis Mariano.
- La Belle de Cadix muzica de Francis Lopez, textul de Maurice Vandair
- Maria-Luisa muzica de Francis Lopez, textul de Maurice Vandair
- Une Nuit à Grenade muzica de Francis Lopez, textul de Maurice Vandair
- Fiesta Bohémienne muzica de Francis Lopez, textul de Maurice Vandair